# فرز أصوات المجمع الانتخابي بالولايات المتحدة 2021
كان فرز أصوات المجمع الانتخابي خلال جلسة مشتركة للكونغرس الأمريكي الـ 117، وفقًا لقانون الفرز الانتخابي، في 6-7 يناير 2021، الخطوة الأخيرة لتأكيد فوز الرئيس المنتخب جو بايدن في الانتخابات الرئاسية لعام 2020 على الرئيس الحالي دونالد ترامب.
على عكس عمليات فرز الأصوات السابقة، لفت الحدث انتباهًا غير مسبوق بسبب جهود ترامب وحلفائه من أجل إلغاء نتائج الانتخابات. أعلنت مجموعة من المشرعين من الحزب الجمهوري الذي ينتمي إليه ترامب أنهم سوف يعارضون وبشكل رسمي عدّ أصوات بايدن في الولايات المتأرجحة، بينما سعى ترامب -دون جدوى- إلى استخدام نائب الرئيس مايك بنس دوره في رئاسة عملية الفرز في محاولة من أجل تغيير النتيجة. تأجلت الجلسة المشتركة مرتين لمناقشة الاعتراضات على الأصوات التي فاز بها بايدن في ولايتي أريزونا وبنسلفانيا. رُفض كلا الاعتراضين في مجلسي النواب والشيوخ، إذ دعم ستة أعضاء جمهوريين فقط الاعتراض الأول، وسبعة كانوا قد دعموا الأخير. أثار الممثلون الجمهوريون أيضًا اعتراضات ضد التصويت لبايدن في جورجيا وميشيغان ونيفادا وويسكونسن، لكن هذه الاعتراضات باءت بالفشل بسبب عدم توقيع أعضاء مجلس الشيوخ عليها.
وسط الجدل حول تصويت أريزونا، اقتحم مثيرو الشغب مبنى الكابيتول، ما تسبب في إيقاف الفرز مؤقتًا حتى يتمكن المسؤولون من العودة بأمان إلى غرفهم. استؤنف العد في المساء بعد تأمين مبنى الكابيتول واختتم في صباح اليوم التالي.

## خلفية

### المجمع الانتخابي
المجمع الانتخابي في الولايات المتحدة هي مجموعة من الناخبين الرئاسيين التي يشترط الدستور تشكيلها كل أربع سنوات لغرض وحيد هو انتخاب الرئيس ونائبه. تعيّن كل ولاية ناخبيها وفقًا لسلطتها التشريعية، على قدم المساواة مع وفدها في الكونغرس (أعضاء مجلس الشيوخ والنواب). لا يجوز لأصحاب المناصب الفيدرالية أن يصبحوا ناخبين. من أصل 538 ناخب حاليًا، يلزم الحصول على أغلبية مطلقة من 270 صوتًا أو أكثر لانتخاب الرئيس ونائب الرئيس. إذا لم يحقق أي مرشح أغلبية مطلقة هناك، يجري مجلس النواب الأمريكي انتخابات طارئة لانتخاب الرئيس، ويجري مجلس الشيوخ انتخابات طارئة أيضًا لانتخاب نائب الرئيس.
تصدر كل ولاية بالإضافة إلى مقاطعة كولومبيا وثيقتين لإحالتهما إلى الكونغرس، شهادة التحقق وشهادة التصويت. شهادة التحقق هي وثيقة رسمية تحدد ناخبي المجمع الانتخابي المعينين من قبل الولاية وإحصاء عدد الأصوات الشعبية النهائية لكل مرشح في تلك الولاية. في الانتخابات الرئاسية؛ تُقدم شهادة التحقق بعد انتخاب حاكم كل ولاية لأرشيف الولايات المتحدة، وفقًا للمجمع الانتخابي وقانون الفرز الانتخابي. ضمن النظام الانتخابي للولايات المتحدة، تمثل هذه الشهادات رابطًا حاسمًا بين التصويت الشعبي والأصوات التي يدلي بها الناخبون. يجب أن تحمل الشهادات ختم الدولة وتوقيع الحاكم. يتأكد موظفو مكتب السجل الفيدرالي من احتواء كل شهادة على جميع المعلومات المطلوبة قانونًا. عندما يجتمع الناخبون المعينون من كل ولاية للتصويت (في أول يوم اثنين بعد الأربعاء الثاني من ديسمبر)، يوقعون ويسجلون تصويتهم على شهادة تصويت، التي تقترن بعد ذلك بشهادة التحقق، التي ترسل معًا لتفتح وتُحصى من قبل الكونغرس.
يفرض التعديل الثاني عشر للكونغرس الاجتماع في جلسة مشتركة لفرز الأصوات الانتخابية وإعلان الفائزين في الانتخابات. قرّر قانون الفرز الانتخابي و-هو قانون اتحادي صدر عام 1887- إجراءات محددة لفرز الأصوات الانتخابية من قبل الكونغرس المشترك. وعادة ما يُطلب عقد الجلسة في 6 يناير من السنة التقويمية التي تلي اجتماعات ناخبي الرئاسة مباشرة. منذ التعديل العشرين، أعلن الكونغرس المشترك المنتخب حديثًا الفائز في الانتخابات؛ حُددت جميع الانتخابات قبل عام 1936 من قبل الكونغرس المنتهية ولايته. لا يمكن رفض شهادة تصويت الولاية إلا إذا صوّت مجلسا الكونغرس لقبول الاعتراض بأغلبية بسيطة، ما يعني عدم احتساب أصوات الولاية المعنية. يمكن أيضًا رفض الأصوات الفردية، وعدم احتسابها أيضًا. إذا لم تكن هناك اعتراضات أو أُبطلت جميع الاعتراضات، يقوم رئيس الجلسة ببساطة بتضمين أصوات الولاية، مثلما هو معلن في شهادة التصويت، في الحصيلة الرسمية. بعد قراءة الشهادات من جميع الولايات وعد الأصوات المعنية، يعلن رئيس الجلسة ببساطة عن النتيجة النهائية للتصويت. يختتم هذا الإعلان الجلسة المشتركة ويضفي الطابع الرسمي على الاعتراف بالرئيس المنتخب ونائب الرئيس المنتخب، ثم يغادر أعضاء مجلس الشيوخ من قاعة مجلس النواب. تُطبع الحصيلة النهائية في مجلتي مجلسي الشيوخ والنواب.

### تحديات الانتخابات
شارك الرئيس ترامب وحملته وأنصاره في محاولات عديدة لقلب نتائج الانتخابات الرئاسية الأمريكية لعام 2020.
في 28 ديسمبر 2020، رفع النائب الجمهوري عن ولاية تكساس لويس غومرت وقائمة الناخبين الرئاسيين الجمهوريين عن ولاية أريزونا دعوى قضائية في المحكمة الجزئية الأمريكية للمنطقة الشرقية من تكساس ضد نائب الرئيس مايك بنس، في محاولة لإجباره على اتخاذ قرار بشأن نتيجة الانتخابات. جادل غومرت بأن قانون الفرز الانتخابي لعام 1887 كان غير دستوري، وأن الدستور منح نائب الرئيس بنس السلطة الوحيدة من أجل تقرير نتيجة الانتخابات  وأن بنس لديه سلطة عد أصوات الناخبين المصدق عليها من قبل السلطة التنفيذية للولاية، اختيار قائمة متنافسة من الناخبين المؤهلين حسب الأصول أو تجاهل جميع الناخبين من ولاية معينة. في 1 يناير 2021، رفض قاضي المحكمة الجزئية الأمريكية جيريمي كيرنوديل الدعوى لعدم كفاءتها. في اليوم التالي، رفضت محكمة الاستئناف الأمريكية للدائرة الخامسة استئناف غومرت بقرار إجماعي من قبل لجنة مكونة من ثلاثة قضاة.
أثار الرئيس ترامب مرارًا وتكرارًا مع نائبه فكرة أنه يمكن أن يؤخر أو يعرقل فرز أصوات الهيئة الانتخابية المقرر إجراؤه في الكونغرس في 6 يناير وكان مرتبكًا بشأن سبب عدم تمكن نائب الرئيس بنس من رفض الأصوات الانتخابية وإلغاء النتائج من جانب واحد من الانتخابات. جادل ترامب بأنه بدلًا من التصرف ببساطة بدوره المنصوص عليه دستوريًا، يمكن أن يؤجل بنس العد إلى ما بعد 6 يناير ويفرض في النهاية مسألة الفائز في الانتخابات إما في مجلس النواب أو المحكمة العليا. في 5 يناير، أخبر بنس ترامب أنه لا يملك سلطة منع فرز الأصوات لفوز الرئيس المنتخب جو بايدن في الجلسة المشتركة للكونغرس لفرز الأصوات الانتخابية.

### إعلانات اعتراضات المجمع الانتخابي على فرز الأصوات
في ديسمبر 2020، أعلن العديد من أعضاء مجلس النواب الجمهوريين بقيادة النائب مو بروكس من ولاية ألاباما وكذلك السيناتور الجمهوري جوش هاولي من ميجوري، أنهم سوف يعترضون رسميًا على فرز الأصوات الانتخابية في خمس ولايات متأرجحة فاز بها بايدن خلال الجلسة المشتركة في 6 يناير 2021. سوف تؤدي الاعتراضات بعد ذلك إلى تصويت كلا المجلسين. كانت آخر مرة تقدم فيها اعتراض بنجاح عندما حصل ذلك بعد الانتخابات الرئاسية لعام 2004، عندما انضمت السيناتور باربرا بوكسر من كاليفورنيا إلى النائبة ستيفاني تابس جونز من ولاية أوهايو في تقديم اعتراض من الكونغرس على التصديق على أصوات الهيئة الانتخابية في أوهايو بسبب المخالفات المزعومة. صوت مجلس الشيوخ على الاعتراض بـ1-74؛ وصوت مجلس النواب على الاعتراض بالرفض (31-267). ورد أن ما لا يقل عن 140 من الجمهوريين في مجلس النواب خططوا للتصويت ضد عد الأصوات الانتخابية لعام 2020، على الرغم من عدم وجود أي مزاعم ذات مصداقية بحدوث مخالفة من شأنها التأثير على الانتخابات، رفضت المزاعم من قبل المحاكم ومسؤولي الانتخابات والهيئة الانتخابية و آخرون، وعلى الرغم من حقيقة أن جميع المعترضين الجمهوريين تقريبًا قد (فازوا للتو في الانتخابات في نفس الاقتراع الذي يزعمون الآن أنه جرى بطريقة مزورة).
حث زعيم الأغلبية في مجلس الشيوخ ميتش مكونيل، الذي أقر في 15 ديسمبر بفوز بايدن في اليوم التالي لتصويت الهيئة الانتخابية زملاءه الجمهوريين في مجلس الشيوخ على عدم الانضمام إلى جهود بعض الجمهوريين في مجلس النواب للطعن في فرز الأصوات، لكنه لم يتمكن من إقناع هاولي بعدم تقديم اعتراض. استخدم هاولي موقفه المعارض في رسائل البريد الإلكتروني لجمع التبرعات. أعلن اثنا عشر عضوًا جمهوريًا إضافيًا في مجلس الشيوخ وعضو مجلس الشيوخ المنتخب (تيد كروز، ورون جونسون، وجيمس لانكفورد، وستيف داينز، وجون كينيدي، ومارشا بلاكبيرن، ومايك براون، وسينثيا لوميس، وروجر مارشال، وبيل هاجرتي، وتومي توبرفيل، وكيلي لوفلر) في النهاية أنهم سوف ينضمون إلى اعتراض هاولي، رغم الاعتراف بأنه لن ينجح.